# Ragogna
Ragogna (Ruvigne in friulano) è un comune italiano sparso di 2 836 abitanti del Friuli-Venezia Giulia, la cui sede comunale si trova nella frazione di San Giacomo.

## Geografia fisica
Il comune occupa la porzione più occidentale dell'anfiteatro morenico del Tagliamento che ne limita i confini a ovest: sulla riva del fiume confinano i comuni di Pinzano al Tagliamento e di Forgaria nel Friuli, mentre a sud e ad est si sviluppa il comune di San Daniele del Friuli.
In campagna ed in collina, l'altitudine è compresa tra i 170 m ed i 210 m sul livello del mare, per salire fino a 512 m sul crinale del Monte di Ragogna, un rilievo autonomo che caratterizza l'intero territorio.
L'alveo del Tagliamento scorre più in basso fino a 120 m sul livello del mare, determinando un irripetibile paesaggio di rive alte, con prati, scoscesi, boschi e rocce emergenti.

### Clima
Dal punto di vista climatico il territorio è caratterizzato da una situazione tipica della zona pedemontana, con precipitazioni abbondanti tutto l'anno (due massimi in primavera ed autunno) e da inverni relativamente miti (temperatura media 2 °C), estati con temperature medie diurne superiori a 25 °C e ridotte escursioni termiche notturne.

### Territorio
Il territorio di Ragogna comprende il lembo Nord-Occidentale dell'anfiteatro morenico del Tagliamento venutosi a creare a causa dell'enorme deposito detritico formato in seguito all'ultima glaciazione, quella wurmiana (da 1000 a 10 000 anni fa). Il lento ritiro del ghiaccio e la morfologia della zona favorirono la formazione di numerosi laghetti — detti morenici — di cui al giorno d'oggi sopravvivono il Lago di Ragogna e il Lago di Cavazzo.
Tutta la zona è caratterizzata dal punto di vista ambientale: in uno spazio ridotto si passa dal fiume alla pianura, al lago, alla collina e al monte

#### Monte di Ragogna
Ha il versante settentrionale a pendici scoscese, anticamente utilizzate in pascoli, frutteti e vigneti. È caratterizzato dalla presenza di boschi — castagni, carpini, aceri, farnie, frassini, pini, tassi e faggi — attraversati da sentieri ideali per gli amanti di mountain bike e trekking.
Il versante meridionale ha un pendio relativamente dolce, con prati e rimboschimenti di  pino silvestre e di  pino d'Austria.
Di particolare rilevanza escursionistica risulta la rete sentieristica del percorso CAI e dei sentieri della Grande Guerra, che avvolgono il monte in tutta la sua estensione e che permettono la visita alle più importanti fortificazioni risalenti alla prima guerra mondiale lungo le originali vie militari. Tra questi sentieri, da segnalare il sentiero storico delle creste che attraversa integralmente la dorsale e la mulattiera di arroccamento Las Cengles, strada costruita dall'esercito italiano nel primo anteguerra per rifornire le postazioni sul monte lungo il dirupato versante settentrionale, a picco sul Fiume Tagliamento.
È presente anche una rete di percorsi denominati Trois di Aghe ("sentieri dell'acqua" in italiano), che collegano le varie fonti e fontane presenti sul territorio ragognese ed in particolare sul monte omonimo.
Infine esiste una pista forestale che da Canodusso sale in quota fino a collegarsi con la strada principale in località San Giovanni in Monte ed un osservatorio radio astronomico a quota 512 m.

## Storia

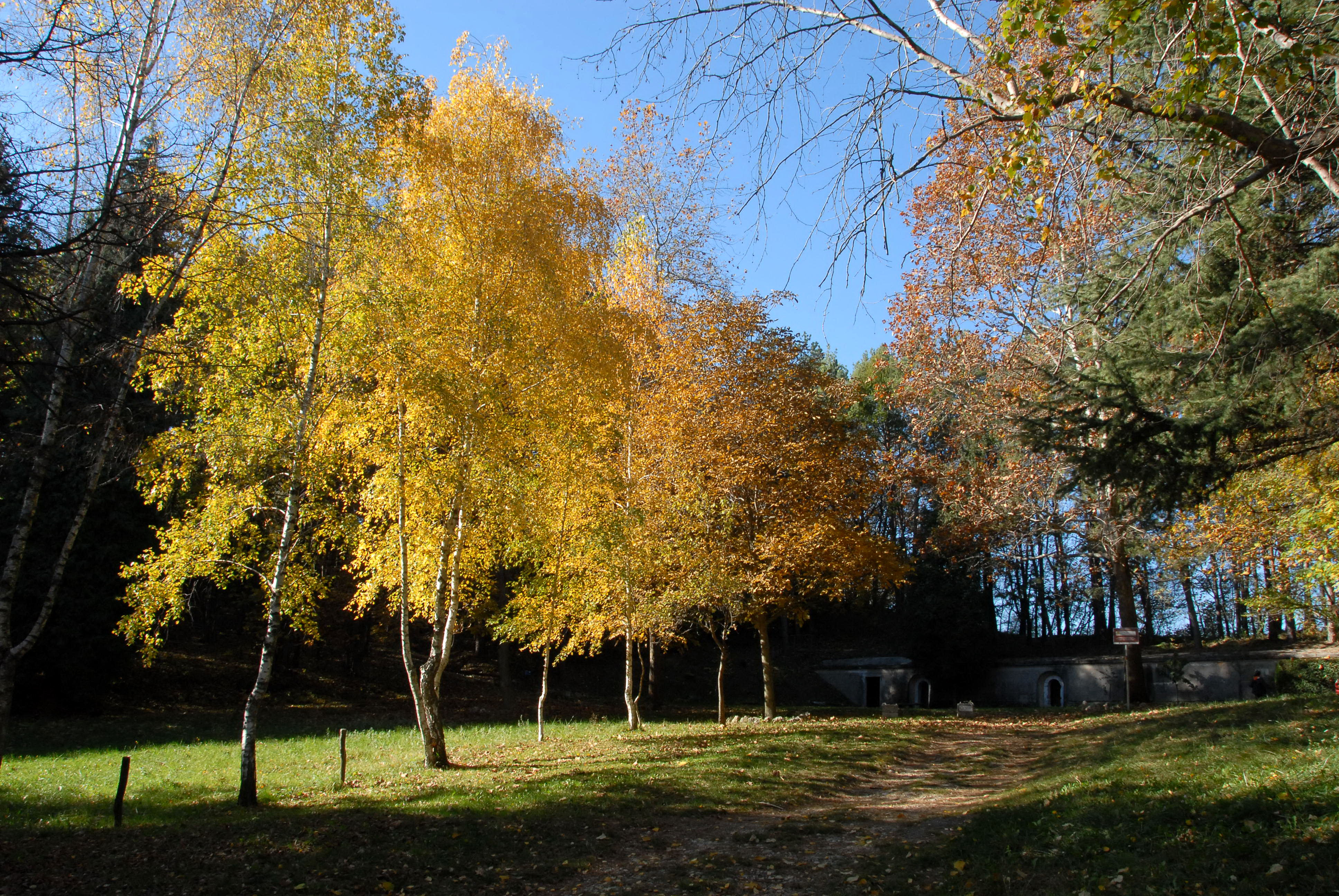
Monte di Ragogna col "Forte del Cavallino"

Secondo alcuni storici, la denominazione Reunia, citata per la prima volta da Venanzio Fortunato (secolo VI) e da Paolo Diacono (secolo VIII) è un termine di origine indoeuropea, etimologicamente legato alla presenza del fiume Tagliamento. La presenza più antica sulla base delle ultime scoperte archeologiche risale al V millennio a.C., documentata da rinvenimenti di epoca meso-neolitica appartenuti ad una società agricola sulle colline del lago. La zona risulta successivamente abitata nella tarda età del Bronzo.
L'epoca romana è documentata dalla presenza di numerose "ville rustiche" e per la presenza del guado sul Tagliamento - Tabine. È in questo periodo che sorge a San Pietro di Ragogna il Castrum Reuniae, Castello di Ragogna, fortificazione lungo la pedemontana friulana a difesa della strada romana che portava al Norico.

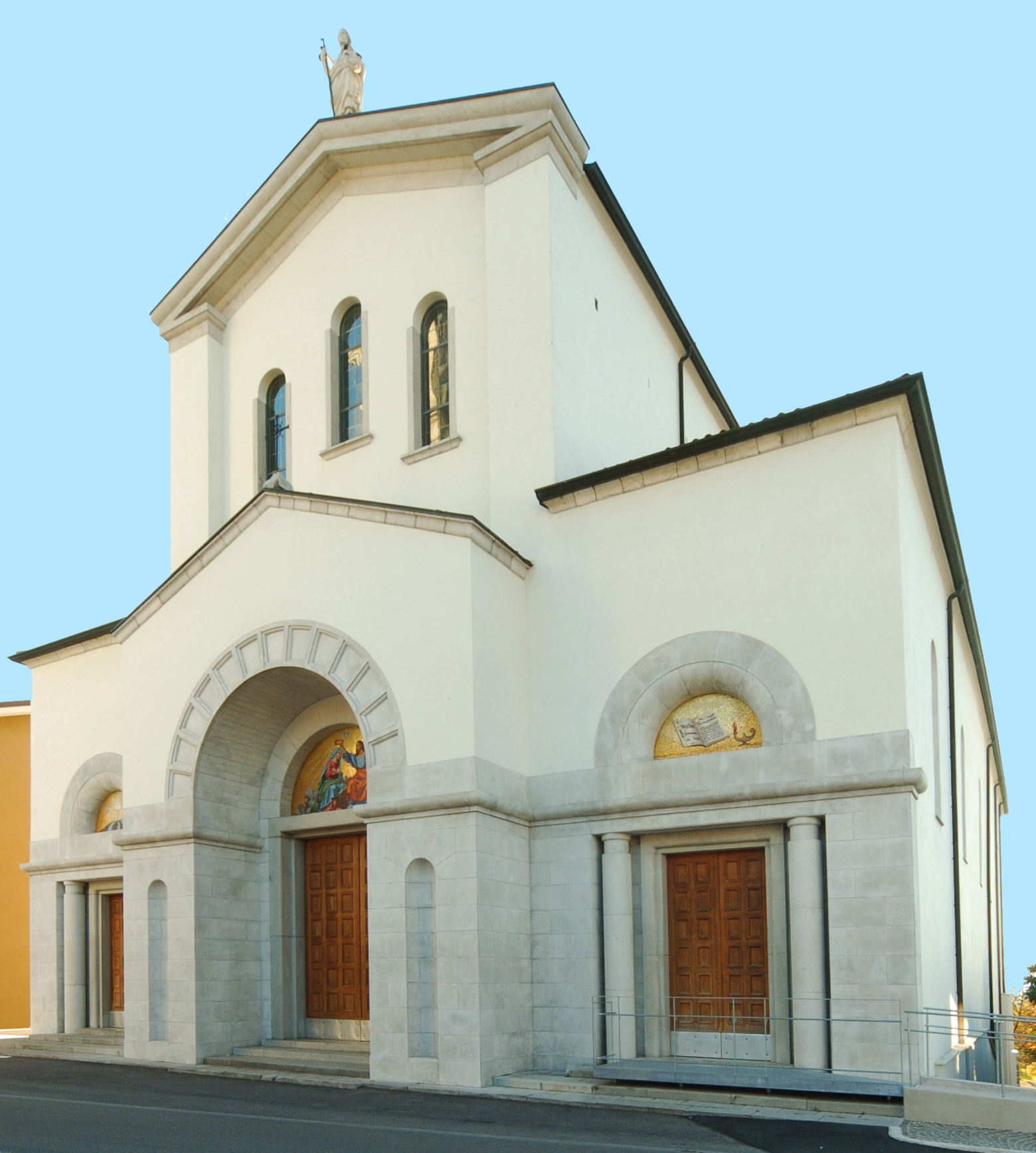
Chiesa di San Giacomo a Ragogna.

In epoca longobarda diventa un importante centro in cui si rifugiano le popolazioni in occasione della invasione degli Avari; dalla fortezza muove, intorno al 695, il nobile Ansfrido per usurpare il ducato del Friuli. Dei secoli successivi — VIII, IX, X, XI — non si hanno informazioni, ma alcune testimonianze artistiche di notevole interesse documentano l'importanza che riveste il sito in questi secoli.
Verso il 1100 Ragogna risulta proprietà della famiglia tedesca degli Eppenstein (Duchi della Carinzia), i quali nel 1218 cedono il feudo ai von Wallenstein di Carinzia che cambieranno il cognome in Ragogna. È il momento del massimo splendore. Durante le lotte fra il Patriarca d'Aquileia e i duchi d'Austria, i Ragogna si schierano con questi ultimi diventando famosi soprattutto per numerose operazioni di brigantaggio, finché nel 1365 il castello viene espugnato dal Patriarca e la famiglia dei Ragogna viene allontanata con l'assegnazione del feudo di Torre di Pordenone.
Nel XV secolo Ragogna diventa proprietà della Repubblica di Venezia; successivamente, nel 1503, i conti di Porcia acquistano il feudo ed il Castello che, restaurato, diventa una residenza secondaria. Il terremoto del 1511 e l'incendio del 1560 sono fatali: il sito viene abbandonato definitivamente alla fine del secolo XVIII e donato al comune. Con la venuta dell'Italia nel 1866 il Monte di Ragogna, per la sua posizione verso la pianura friulana, acquistò di colpo una importanza strategica. ra il 1908 e il 1912 lo Stato Maggiore Italiano installò postazioni di difesa sul Monte, mentre altre fortificazioni, ancora esistenti, risalgono all'occupazione austro-ungarica.
Nella prima guerra mondiale Ragogna e le sue vicinanze divennero teatro della battaglia di Ragogna ed il successivo sfondamento di Cornino, svoltosi tra il 30 ottobre ed il 3 novembre del 1917, da collocarsi nell'ambito della ritirata di Caporetto. Durante questa fase le truppe imperiali che stavano velocemente avanzando nel territorio italiano vennero fronteggiate dal Corpo d'Armata Speciale, costituito fra il 26 ed il 27 ottobre 1917, dislocato lungo il medio Tagliamento e con il compito di rallentare l'avanzata austro-germanica in modo da permettere al resto del Regio esercito di collocarsi sulla linea del Piave.
La difesa effettuata sul monte Ragogna si rivelò efficace e permise all'esercito italiano di effettuare una ritirata efficace e consentì di completare la sistemazione del fronte del Piave, che da lì a poco sarebbe diventato la nuova prima linea.
In questa battaglia, di cui era risaputa l'inferiorità numerica di uomini e mezzi del Regio esercito, vi furono molti episodi di pugnace resistenza dei fanti italiani. Particolare la vicenda della Brigata Bologna che, assegnata alla difesa del monte Ragogna, dopo giorni di ininterrotto combattimento venne tagliata fuori ed isolata dall'esercito austro-germanico ed infine sopraffatta senza avere possibilità di fuga poiché nel frattempo i genieri dell'esercito italiano fecero saltare il ponte di Pinzano, sul fiume Tagliamento, che in quei giorni era in piena.
Per la rilevanza strategica la zona venne rioccupata militarmente durante la seconda guerra mondiale e fu sede di scontri nell'ambito della guerra di liberazione.

### Simboli
Lo stemma e il gonfalone sono stati concessi con regio decreto del 6 maggio 1940.
Il gonfalone è un drappo troncato di rosso e d'azzurro.

## Monumenti e luoghi d'interesse
- Castello di San Pietro di Ragogna

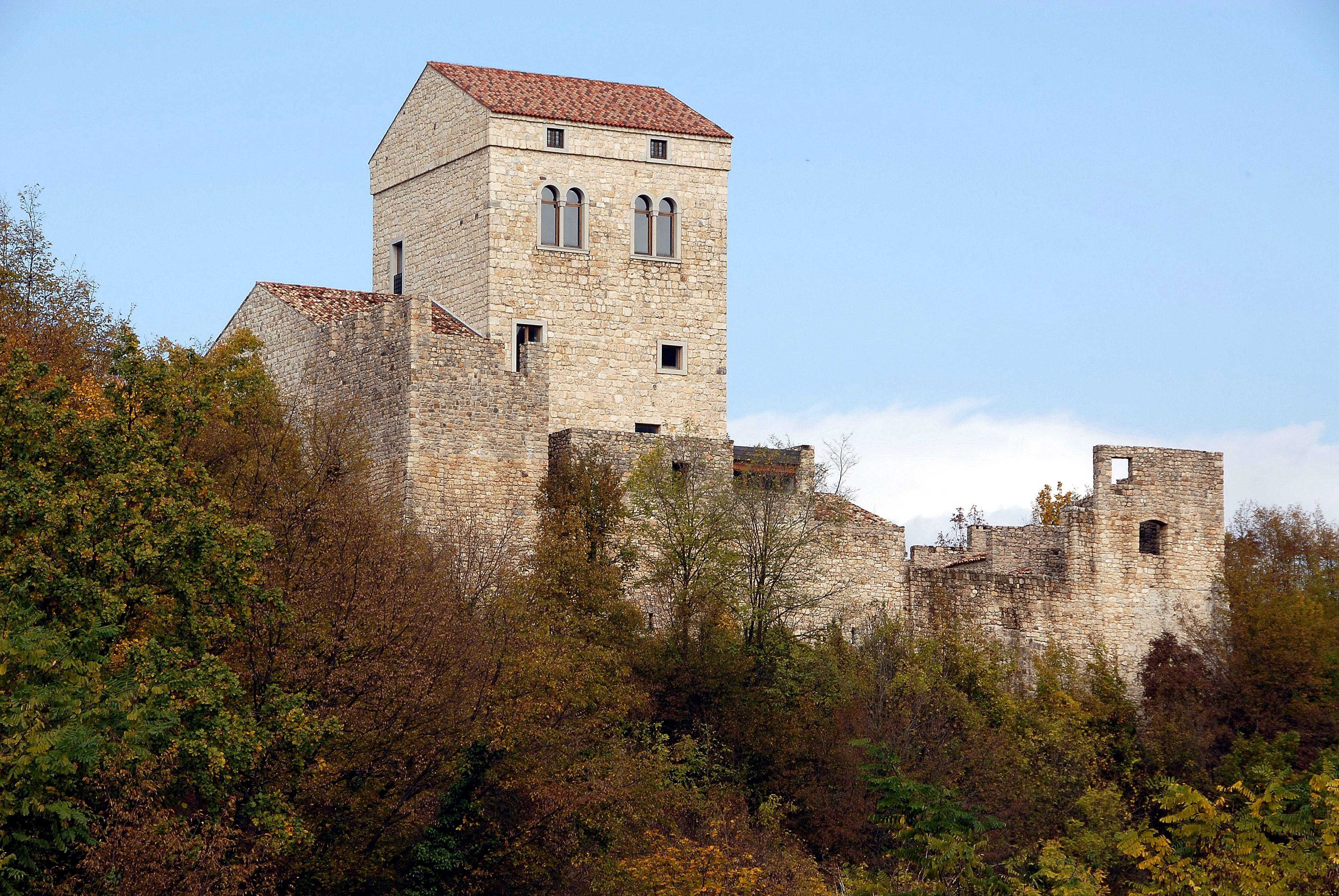
Castello di San Pietro

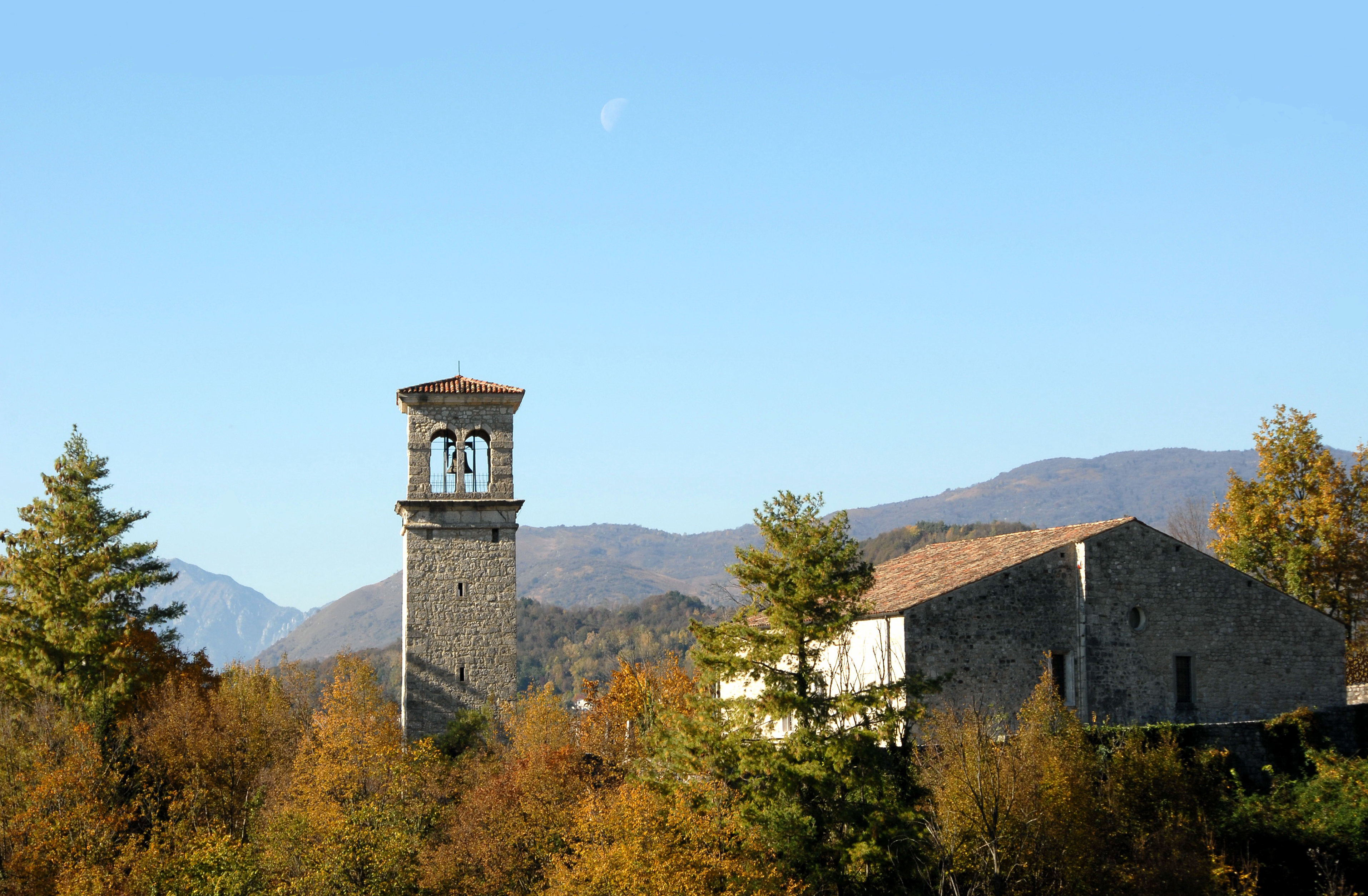
Pieve di San Pietro in Castello

Nei pressi del Tagliamento, su uno sperone di roccia, in uno dei luoghi più suggestivi e panoramici di Ragogna, si ergono i resti dell'antico castello di S. Pietro. La sua costruzione risale all'XI secolo. Solo recentemente, dopo molti anni di abbandono, è stato sottoposto ad un accurato intervento di ristrutturazione che è in fase di completamento. La vista migliore è dalla strada che sale al monte: si possono vedere i resti della torre principale e delle mura di cinta, il cortile interno e la porta nord.
- Pieve di San Pietro in Castello

Sede dell'antica pieve, al suo interno sono visibili gli scavi archeologici dell'abside e del fonte battesimale (secolo XI), nonché un ciclo di affreschi sulla Genesi (secolo XIII).
- Chiesa parrocchiale di San Pietro

In stile neogotico (1920), custodisce le opere d'arte provenienti dall'antica pieve del castello: un fonte battesimale - con putti che sostengono la coppa - appartenente alla scuola del Pilacorte, l'altare maggiore del secolo XVII, dietro questo l'altare della Santa Spina (la Chiesa, si dice, custodisce una reliquia, ovvero una delle spine della corona di Cristo) - secolo XVI - ed alcune pale del '700.
- Chiesa parrocchiale di San Giacomo

La parrocchia di San Giacomo crebbe di importanza tra XVI e XVII secolo, con la spartizione dell'antica pievania di San Pietro.

La chiesa venne poi riedificata tra il 1930 e il 1931 e poi consacrata nel 1932.
- Chiesa parrocchiale di Pignano

Del secolo XVIII vi si accede tramite una scalinata di 90 gradini. Possiede nell'abside un ciclo di affreschi di Gianfrancesco da Tolmezzo (1502): Vergine fra gli Apostoli, S. Sebastiano e S. Antonio da Padova e dipinti di Domenico Fabris (1893) situati ai lati del coro - la Natività e la Resurrezione - e sul soffitto della navata - l'Assunzione.
- Chiesa di San Lorenzo di Villuzza

Questa chiesa, ricostruita dopo il terremoto del 1976, conserva un ciclo di affreschi risalenti all'XI secolo - Fuga in Egitto - di estremo interesse e rarità.
Poco distante si trovano i resti con gli scavi dell'antica chiesa (secoli X-XI).
- Chiesa di San Giovanni in Monte

L'edificio, ricostruito dopo il terremoto, risale al secolo XII e conserva al suo interno un affresco della prima metà del secolo XIV raffigurante episodi evangelici della storia di S.Giovanni con al centro l'Incoronazione della Vergine fra alcuni Santi.
Poco distante i resti dell'antico romitorio - secolo XVIII - appartenuto ad alcuni eremiti.
- Architettura spontanea

In località Muris, in via Nievo, si trova una interessante borgata con esempi di architettura spontanea. In località San Pietro, via Castello ha mantenuto le caratteristiche urbanistiche del vecchio borgo nato a ridosso del Castello. In località Pignano, in via Locatelli si trova un esempio di "casa nobile" friulana del secolo XVII con pianta a ferro di cavallo.

## Società

### Evoluzione demografica
Abitanti censiti

### Lingue e dialetti
A Ragogna, accanto alla lingua italiana, la popolazione utilizza la  lingua friulana. Ai sensi della Deliberazione n. 2680 del 3 agosto 2001 della Giunta della Regione autonoma Friuli-Venezia Giulia, il Comune è inserito nell'ambito territoriale di tutela della lingua friulana ai fini della applicazione della legge 482/99, della legge regionale 15/96 e della legge regionale 29/2007. La lingua friulana che si parla a Ragogna rientra fra le varianti appartenenti al friulano centro-orientale.

## Geografia antropica

### Frazioni
Il comune è costituito da 5 frazioni (fra parentesi la denominazione in friulano e nella variante locale): 
- San Giacomo ( San Jacum loc. La Vile), sede municipale
- Pignano (Pignan)
- Villuzza (Viluce)
- San Pietro (San Pieri loc.Il Borc)
- Muris (Muris loc. Mures)

Le frazioni di San Giacomo, Villuzza e Pignano formano di fatto un unico agglomerato urbano (che in ipotesi potrebbe essere denominato Ragogna). San Pietro è posta leggermente più a ovest, vicino al Tagliamento, mentre Muris si trova più isolata verso est.

## Infrastrutture e trasporti
Il territorio comunale di Ragogna è attraversato dalla Strada Provinciale 5 "Sandanielese"
Il comune è servito da due autolinee della ditta SAF:
- Autolinea extraurbana San Daniele del Friuli - Ragogna - Pinzano al Tagliamento
- Autolinea suburbana San Daniele del Friuli - Ragogna - Muris di Ragogna - San Daniele del Friuli

La stazione ferroviaria più vicina, a 3 km, è la Stazione di Pinzano posta sulla Ferrovia Gemona del Friuli-Sacile, collegata a Ragogna con autobus di linea.
Fra il 1889 e il 1955 a Ragogna era presente una stazione della tranvia Udine-San Daniele, la quale funse da importante volano per l'economia cittadina nella prima parte del Novecento.

## Amministrazione
Il sindaco è Claudio Maestra (liste civiche di centro-destra) in carica dal 2024. Nelle ultime elezioni amministrative dell'8 e 9 giugno 2024 per la prima volta nella storia del paese si sono sfidati 4 candidati Sindaco supportati da 6 liste totali per oltre 60 candidati al consiglio comunale. Maestra vince le elezioni con il 38% di voti, seguito dall'uscente Alma Concil (32%), da Mauro Marcuzzi con la lista Voce Comune (25%) e Nuto Girotto con la lista Alternattiva (5%).

### Gemellaggi
- Weitensfeld im Gurktal, dal 2003
- Sainte-Bazeille, dal 2010

## Sport

### Calcio
La squadra di calcio della città è l'A.S.D. Ragogna che milita nel girone B friulano di 1ª Categoria.